# Divizia A1 2017/2018 (volleyboll, damer)
Divizia A1 2017/2018 utspelade sig mellan 14 oktober 2017 och 23 april 2018. Det var den 68:e upplagan av tävlingen och 10 lag deltog. CSM București vann och blev rumänska mästare för första gången. Roxana Bacșiș var främsta poängvinnare i grundserien med 426 poäng.

## Regelverk

### Format
- Lagen spelade först en grundserie där alla mötte alla både hemma och borta.
- De sex främsta lagen gick vidare till ett slutspel i serieformat där då åter mötte varandra både hemma och borta. De behöll resultaten från grundserien. Laget som kom först i slutspelsserien blev rumänska mästare.
- De fyra sista lagen skulle ursprungligen spelat en annan serie med möte både hemma och borta. Den 26 februari 2008 beslutade förbundet att inte genomföra denna serie utan lagens placering bestämdes av deras placering i grundserien.
- Inget lag flyttades ner till Divizia A2.

### Metod för att bestämma tabellplacering
Placeringen i serien och nedflyttningsspelet bestämdes utifrån:
- Poäng
- Antal vunna matcher
- Förhållandet mellan vunna/förlorade set
- Förhållandet mellan vunna/förlorade spelpoäng

Om slutresultatet var 3-0 eller 3-1, tilldelades 3 poäng till det vinnande laget och 0 till det förlorande laget, om slutresultatet blev 3-2, tilldelades 2 poäng till det vinnande laget och 1 till det förlorande laget.

## Deltagande lag
Tio lag deltog i Divizia A1-mästerskapet 2017-18: de som flyttats upp från Divizia A2 var Timișoaras universitet, vinnare av uppflyttningsslutspelet och CS Universitatea Cluj, tvåa i uppflyttningsslutspelet. Två lag som hade rätt att delta,  VC Unic Piatra Neamț och CSM Pitești, drog sig ur och ersattes inte av något lag.
| Klub                   | Stad        | Arena                            | Föregående säsong                                         |
| ---------------------- | ----------- | -------------------------------- | --------------------------------------------------------- |
| CSM Volei Alba Blaj    | Blaj        | Sala Timotei Cipariu             | Rumänsk mästare                                           |
| CSM București          | Bukarest    | Sala Elite                       | 2:a i Divizia A1                                          |
| CS Dinamo București    | Bukarest    | Sala Polivalentă Dinamo          | 5:a i Divizia A1                                          |
| CSM Lugoj              | Lugoj       | Sala Ioan Kunst Ghermănescu      | 6:a i Divizia A1                                          |
| ACS Penicilina Iași    | Iași        | Sala Polivalentă                 | 7:a i Divizia A1                                          |
| CS Știința Bacău       | Bacău       | Sala Sporturilor                 | 4:a i Divizia A1                                          |
| CSM Târgoviște         | Târgoviște  | Sala Polivalentă                 | 3:a i Divizia A1                                          |
| CSU Târgu Mureș        | Târgu Mureș | Sala Sporturilor                 | 8:a i Divizia A1                                          |
| CS Universitatea Cluj  | Cluj-Napoca | Sala Sporturilor Horia Demian    | 2:a i Divizia A2 (grupp väst) 2:a uppflyttningsslutspelet |
| Timișoaras universitet | Timișoara   | Sala Sporturilor Constantin Jude | 1:a i Divizia A2 (grupp väst) 1:a uppflyttningsslutspelet |

## Turneringen

### Grundserien

#### Resultat
| Första omgången |                                       |     |                            |
|                 |                                       |     |                            |
| 16-10           | CSM Bucarest-Dinamo Bucarest          | 3-0 | 25-17, 25-11, 25-11        |
| 14-10           | Târgoviște-Penicilina Iași            | 3-1 | 25-14, 25-14, 23-25, 25-10 |
| 14-10           | Târgu Mureș-Universitatea Cluj        | 3-1 | 15-25, 25-12, 25-20, 26-24 |
| 14-10           | CSM Volei-Alba Blaj-Lugoj             | 3-0 | 25-15, 25-16, 25-16        |
| 14-10           | Știința Bacău-Universitatea Timișoara | 3-1 | 25-17, 23-25, 25-13, 25-11 |

| Andra omgången |                                         |     |                                  |
|                |                                         |     |                                  |
| 21-10          | Dinamo Bucarest-Universitatea Timișoara | 1-3 | 25-27, 26-24, 11-25, 23-25       |
| 21-10          | Lugoj-Știința Bacău                     | 1-3 | 25-20, 16-25, 18-25, 20-25       |
| 20-10          | Universitatea Cluj-CSM Volei-Alba Blaj  | 0-3 | 19-25, 12-25, 16-25              |
| 21-10          | Penicilina Iași-Târgu Mureș             | 3-1 | 25-16, 21-25, 25-17, 25-17       |
| 22-10          | CSM Bucarest-Târgoviște                 | 2-3 | 24-26, 25-15, 25-7, 23-25, 12-15 |

| Tredje omgången |                                     |     |                     |
|                 |                                     |     |                     |
| 30-10           | Târgoviște-Dinamo Bucarest          | 3-0 | 25-19, 25-17, 25-9  |
| 28-10           | Târgu Mureș-CSM Bucarest            | 0-3 | 17-25, 13-25, 17-25 |
| 27-10           | CSM Volei-Alba Blaj-Penicilina Iași | 3-0 | 25-15, 25-8, 25-17  |
| 28-10           | Știința Bacău-Universitatea Cluj    | 3-0 | 25-17, 25-17, 25-23 |
| 28-10           | Universitatea Timișoara-Lugoj       | 3-0 | 25-19, 25-18, 28-26 |

| Fjärde omgången |                                            |     |                                   |
|                 |                                            |     |                                   |
| 02-11           | Dinamo Bucarest-Lugoj                      | 3-2 | 25-21, 25-18, 22-25, 18-25, 15-12 |
| 04-11           | Universitatea Cluj-Universitatea Timișoara | 0-3 | 25-27, 11-25, 19-25               |
| 04-11           | Penicilina Iași-Știința Bacău              | 0-3 | 14-25, 13-25, 19-25               |
| 03-11           | CSM Bucarest-CSM Volei-Alba Blaj           | 3-1 | 22-25, 25-18, 26-24, 25-22        |
| 04-11           | Târgoviște-Târgu Mureș                     | 3-1 | 25-16, 25-13, 23-25, 25-12        |

| Femte omgången |                                         |     |                            |
|                |                                         |     |                            |
| 11-11          | Târgu Mureș-Dinamo Bucarest             | 3-1 | 23-25, 25-17, 25-23, 25-22 |
| 12-11          | Alba-Blaj-Târgoviște                    | 3-1 | 23-25, 27-25, 25-22, 25-14 |
| 13-11          | Știința Bacău-CSM Bucarest              | 0-3 | 19-25, 18-25, 20-25        |
| 11-11          | Universitatea Timișoara-Penicilina Iași | 3-0 | 25-11, 25-13, 25-14        |
| 11-11          | Lugoj-Universitatea Cluj                | 3-0 | 25-12, 25-20, 25-21        |

| Sjätte omgången |                                      |     |                            |
|                 |                                      |     |                            |
| 17-11           | Dinamo Bucarest-Universitatea Cluj   | 3-1 | 25-11, 19-25, 25-16, 25-16 |
| 17-11           | Penicilina Iași-Lugoj                | 0-3 | 13-25, 14-25, 18-25        |
| 17-11           | CSM Bucarest-Universitatea Timișoara | 3-0 | 25-15, 25-22, 25-18        |
| 18-11           | Târgoviște-Știința Bacău             | 0-3 | 18-25, 23-25, 16-25        |
| 18-11           | Târgu Mureș-Alba-Blaj                | 0-3 | 19-25, 16-25, 15-25        |

| Sjunde omgången |                                    |     |                                   |
|                 |                                    |     |                                   |
| 25-11           | Alba-Blaj-Dinamo Bucarest          | 3-0 | 25-14, 25-8, 25-16                |
| 25-11           | Știința Bacău-Târgu Mureș          | 3-0 | 25-13, 25-18, 25-17               |
| 25-11           | Universitatea Timișoara-Târgoviște | 1-3 | 24-26, 21-25, 25-19, 16-25        |
| 26-11           | Lugoj-CSM Bucarest                 | 0-3 | 19-25, 17-25, 21-25               |
| 25-11           | Universitatea Cluj-Penicilina Iași | 3-2 | 17-25, 25-17, 25-22, 19-25, 19-17 |

| Åttonde omgången |                                     |     |                           |
|                  |                                     |     |                           |
| 02-12            | Dinamo Bucarest-Penicilina Iași     | 3-0 | 25-14, 25-18, 25-17       |
| 02-12            | CSM Bucarest-Universitatea Cluj     | 3-0 | 25-17, 25-16, 25-20       |
| 02-12            | Târgoviște-Lugoj                    | 3-0 | 25-19, 25-17, 25-20       |
| 02-12            | Târgu Mureș-Universitatea Timișoara | 1-3 | 25-19, 8-25, 18-25, 22-25 |
| 02-12            | Alba-Blaj-Știința Bacău             | 3-0 | 25-14, 25-20, 27-25       |

| Nionde omgången |                                   |     |                     |
|                 |                                   |     |                     |
| 09-12           | Știința Bacău-Dinamo Bucarest     | 3-0 | 25-20, 25-18, 25-21 |
| 08-12           | Universitatea Timișoara-Alba-Blaj | 0-3 | 15-25, 18-25, 20-25 |
| 09-12           | Lugoj-Târgu Mureș                 | 3-0 | 25-23, 25-18, 25-17 |
| 08-12           | Universitatea Cluj-Târgoviște     | 0-3 | 21-25, 19-25, 21-25 |
| 06-12           | Penicilina Iași-CSM Bucarest      | 0-3 | 17-25, 14-25, 20-25 |

| Tionde omgången |                                       |     |                     |
|                 |                                       |     |                     |
| 16-12           | Dinamo Bucarest-CSM Bucarest          | 0-3 | 13-25, 13-25, 18-25 |
| 17-12           | Penicilina Iași-Târgoviște            | 0-3 | 27-29, 16-25, 17-25 |
| 15-12           | Universitatea Cluj-Târgu Mureș        | 3-0 | 25-15, 25-16, 25-21 |
| 16-12           | Lugoj-Alba-Blaj                       | 0-3 | 5-25, 15-25, 21-25  |
| 15-12           | Universitatea Timișoara-Știința Bacău | 3-0 | 25-18, 25-20, 25-19 |

| Elfte omgången |                                         |     |                                   |
|                |                                         |     |                                   |
| 13-01          | Universitatea Timișoara-Dinamo Bucarest | 3-2 | 25-23, 17-25, 25-23, 22-25, 15-9  |
| 15-01          | Știința Bacău-Lugoj                     | 3-0 | 25-10, 25-14, 25-18               |
| 14-01          | Alba-Blaj-Universitatea Cluj            | 3-0 | 25-10, 25-16, 25-18               |
| 13-01          | Târgu Mureș-Penicilina Iași             | 2-3 | 20-25, 25-23, 25-11, 15-25, 12-15 |
| 15-01          | Târgoviște-CSM Bucarest                 | 1-3 | 22-25, 25-23, 19-25, 23-25        |

| Tolfte omgången |                                  |     |                     |
|                 |                                  |     |                     |
| 21-01           | Dinamo Bucarest-Târgoviște       | 0-3 | 22-25, 14-25, 23-25 |
| 20-01           | CSM Bucarest-Târgu Mureș         | 3-0 | 25-15, 25-6, 25-16  |
| 15-01           | Penicilina Iași-Alba-Blaj        | 0-3 | 22-25, 20-25, 11-25 |
| 15-02           | Universitatea Cluj-Știința Bacău | 0-3 | 25-17, 25-19, 25-16 |
| 20-01           | Lugoj-Universitatea Timișoara    | 0-3 | 23-25, 19-25, 30-32 |

| Trettonde omgången |                                            |     |                                  |
|                    |                                            |     |                                  |
| 27-01              | Lugoj-Dinamo Bucarest                      | 3-2 | 25-22, 28-30, 11-25, 28-26, 15-7 |
| 27-01              | Universitatea Timișoara-Universitatea Cluj | 3-0 | 25-14, 25-13, 25-13              |
| 28-01              | Știința Bacău-Penicilina Iași              | 3-0 | 25-10, 25-17, 25-13              |
| 28-01              | Alba-Blaj-CSM Bucarest                     | 0-3 | 22-25, 18-25, 19-25              |
| 27-01              | Târgu Mureș-Târgoviște                     | 0-3 | 14-25, 14-25, 13-25              |

| Fjortonde omgången |                                         |     |                                   |
|                    |                                         |     |                                   |
| 03-02              | Dinamo Bucarest-Târgu Mureș             | 3-0 | 25-18, 25-21, 25-8                |
| 02-02              | Târgoviște-Alba-Blaj                    | 1-3 | 17-25, 25-22, 16-25, 22-25        |
| 03-02              | CSM Bucarest-Știința Bacău              | 3-2 | 23-25, 25-19, 13-25, 25-19, 15-12 |
| 02-02              | Penicilina Iași-Universitatea Timișoara | 1-3 | 22-25, 25-20, 17-25, 15-25        |
| 03-02              | Universitatea Cluj-Lugoj                | 3-1 | 25-20, 25-23, 18-25, 25-18        |

| Femtonde omgången |                                      |     |                                   |
|                   |                                      |     |                                   |
| 10-02             | Universitatea Cluj-Dinamo Bucarest   | 3-0 | 25-18, 25-20, 25-18               |
| 10-02             | Lugoj-Penicilina Iași                | 3-1 | 25-19, 25-22, 21-25, 25-22        |
| 10-02             | Universitatea Timișoara-CSM Bucarest | 0-3 | 12-25, 20-25, 26-28               |
| 10-02             | Știința Bacău-Târgoviște             | 2-3 | 26-24, 13-25, 25-23, 18-25, 13-15 |
| 10-02             | Alba-Blaj-Târgu Mureș                | 3-0 | 25-20, 25-17, 25-12               |

| Sextonde omgången |                                    |     |                            |
|                   |                                    |     |                            |
| 14-02             | Dinamo Bucarest-Alba-Blaj          | 0-3 | 19-25, 16-25, 23-25        |
| 13-02             | Târgu Mureș-Știința Bacău          | 0-3 | 13-25, 17-25, 8-25         |
| 14-02             | Târgoviște-Universitatea Timișoara | 1-3 | 25-15, 28-30, 18-25, 21-25 |
| 14-02             | CSM Bucarest-Lugoj                 | 3-1 | 23-25, 25-18, 25-15, 25-14 |
| 14-02             | Penicilina Iași-Universitatea Cluj | 3-1 | 25-23, 25-23, 21-25, 25-20 |

| Sjuttonde omgången |                                     |     |                                   |
|                    |                                     |     |                                   |
| 17-02              | Penicilina Iași-Dinamo Bucarest     | 3-2 | 25-18, 25-18, 21-25, 19-25, 15-13 |
| 17-02              | Universitatea Cluj-CSM Bucarest     | 0-3 | 17-25, 16-25, 12-25               |
| 17-02              | Lugoj-Târgoviște                    | 2-3 | 26-24, 25-17, 15-25, 22-25, 7-15  |
| 17-02              | Universitatea Timișoara-Târgu Mureș | 3-1 | 25-18, 22-25, 25-11, 27-25        |
| 18-02              | Știința Bacău-Alba-Blaj             | 3-1 | 18-25, 25-20, 28-26, 25-16        |

| Artonde omgången |                                   |     |                            |
|                  |                                   |     |                            |
| 26-02            | Dinamo Bucarest-Știința Bacău     | 0-3 | 23-25, 18-25, 9-25         |
| 25-02            | Alba-Blaj-Universitatea Timișoara | 3-0 | 25-23, 25-17, 25-13        |
| 24-02            | Târgu Mureș-Lugoj                 | 0-3 | 20-25, 19-25, 16-25        |
| 24-02            | Târgoviște-Universitatea Cluj     | 3-1 | 20-25, 25-23, 25-20, 25-18 |
| 24-02            | CSM Bucarest-Penicilina Iași      | 3-0 | 25-13, 25-15, 25-9         |

#### Sluttabell
| Pos. | Lag                    | Pt | M  | V  | F  | SV | SF | Kvot  | PV    | PV    | Kvot  |
| ---- | ---------------------- | -- | -- | -- | -- | -- | -- | ----- | ----- | ----- | ----- |
| 1.   | CSM București          | 51 | 18 | 17 | 1  | 53 | 8  | 6.625 | 1 482 | 1 077 | 1.376 |
| 2.   | CSM Volei Alba Blaj    | 45 | 18 | 15 | 3  | 47 | 11 | 4.272 | 1 409 | 1 067 | 1.320 |
| 3.   | CS Știința Bacău       | 41 | 18 | 13 | 5  | 43 | 18 | 2.388 | 1 407 | 1 161 | 1.211 |
| 4.   | CSM Târgoviște         | 36 | 18 | 13 | 5  | 43 | 25 | 1.720 | 1 550 | 1 387 | 1.117 |
| 5.   | Timișoaras universitet | 35 | 18 | 12 | 6  | 38 | 25 | 1.520 | 1 421 | 1 334 | 1.065 |
| 6.   | CSM Lugoj              | 19 | 18 | 6  | 12 | 25 | 39 | 0.641 | 1 314 | 1 441 | 0.911 |
| 7.   | CS Dinamo București    | 14 | 18 | 4  | 14 | 20 | 45 | 0.444 | 1 283 | 1 455 | 0.881 |
| 8.   | CS Universitatea Cluj  | 11 | 18 | 4  | 14 | 16 | 45 | 0.355 | 1 181 | 1 428 | 0.827 |
| 9.   | ACS Penicilina Iași    | 11 | 18 | 4  | 14 | 17 | 48 | 0.354 | 1 191 | 1 510 | 0.788 |
| 10.  | CSU Târgu Mureș        | 7  | 18 | 2  | 16 | 12 | 50 | 0.240 | 1 101 | 1 479 | 0.744 |

| Vidare till slutspelet |

### Slutspel

#### Resultat
| Första omgången |                                   |     |                            |
|                 |                                   |     |                            |
| 03-03           | CSM Bucarest-Lugoj                | 3-1 | 25-12, 21-25, 25-15, 25-13 |
| 03-03           | Alba-Blaj-Universitatea Timișoara | 3-1 | 25-20, 25-15, 25-27, 25-7  |
| 03-03           | Știința Bacău-Târgoviște          | 1-3 | 18-25, 25-21, 22-25, 15-25 |

| Andra omgången |                                       |     |                                   |
|                |                                       |     |                                   |
| 10-03          | Lugoj-Târgoviște                      | 2-3 | 25-17, 27-25, 15-25, 22-25, 12-15 |
| 10-03          | Universitatea Timișoara-Știința Bacău | 3-1 | 25-22, 26-24, 22-25, 25-20        |
| 09-03          | CSM Bucarest-Alba-Blaj                | 2-3 | 22-25, 23-25, 25-21, 25-18, 10-15 |

| Tredje omgången |                                    |     |                            |
|                 |                                    |     |                            |
| 14-03           | Alba-Blaj-Lugoj                    | 3-0 | 25-21, 25-14, 25-14        |
| 14-03           | Știința Bacău-CSM Bucarest         | 1-3 | 26-24, 17-25, 20-25, 17-25 |
| 14-03           | Târgoviște-Universitatea Timișoara | 3-0 | 25-21, 25-20, 25-18        |

| Fjärde omgången |                               |     |                                   |
|                 |                               |     |                                   |
| 17-03           | Lugoj-Universitatea Timișoara | 0-3 | 23-25, 16-25, 19-25               |
| 19-03           | CSM Bucarest-Târgoviște       | 2-3 | 23-25, 25-12, 24-26, 25-22, 13-15 |
| 19-03           | Alba-Blaj-Știința Bacău       | 3-1 | 23-25, 25-19, 25-23, 25-19        |

| Femte omgången |                                      |     |                                  |
|                |                                      |     |                                  |
| 24-03          | Știința Bacău-Lugoj                  | 3-0 | 26-24, 25-17, 25-7               |
| 24-03          | Târgoviște-Alba-Blaj                 | 0-3 | 24-26, 25-27, 19-25              |
| 24-03          | Universitatea Timișoara-CSM Bucarest | 2-3 | 23-25, 25-22, 12-25, 25-13, 9-15 |

| Sjätte omgången |                                   |     |                            |
|                 |                                   |     |                            |
| 02-03           | Lugoj-CSM Bucarest                | 0-3 | 13-25, 16-25, 16-25        |
| 05-04           | Universitatea Timișoara-Alba-Blaj | 1-3 | 18-25, 25-23, 13-25, 20-25 |
| 28-03           | Târgoviște-Știința Bacău          | 1-3 | 21-25, 22-25, 25-19, 17-25 |

| Sjunde omgången |                                       |     |                            |
|                 |                                       |     |                            |
| 31-03           | Târgoviște-Lugoj                      | 3-1 | 25-17, 25-19, 19-25, 25-18 |
| 31-03           | Știința Bacău-Universitatea Timișoara | 3-1 | 25-21, 22-25, 25-22, 25-14 |
| 02-04           | Alba-Blaj-CSM Bucarest                | 0-3 | 17-25, 24-26, 17-25        |

| Åttonde omgången |                                    |     |                            |
|                  |                                    |     |                            |
| 14-04            | Lugoj-Alba-Blaj                    | 0-3 | 21-25, 19-25, 22-25        |
| 12-04            | CSM Bucarest-Știința Bacău         | 3-1 | 25-23, 25-17, 23-25, 25-21 |
| 14-04            | Universitatea Timișoara-Târgoviște | 1-3 | 25-20, 20-25, 22-25, 18-25 |

| Nionde omgången |                               |     |                                  |
|                 |                               |     |                                  |
| 18-04           | Universitatea Timișoara-Lugoj | 3-0 | 25-21, 25-19, 25-16              |
| 18-04           | Târgoviște-CSM Bucarest       | 1-3 | 17-25, 30-28, 19-25, 25-27       |
| 18-04           | Știința Bacău-Alba-Blaj       | 2-3 | 20-25, 22-25, 25-12, 29-27, 8-15 |

| Tionde omgången |                                      |     |                            |
|                 |                                      |     |                            |
| 21-04           | Lugoj-Știința Bacău                  | 1-3 | 26-28, 28-26, 22-25, 17-25 |
| 21-04           | Alba-Blaj-Târgoviște                 | 3-1 | 19-25, 25-21, 25-22, 25-10 |
| 23-04           | CSM Bucarest-Universitatea Timișoara | 3-0 | 25-9, 26-24, 25-16         |

#### Sluttabell
| Pos. | Lag                    | Pt | M  | V  | F  | SV | SF | Kvot  | PV    | PV    | Kvot  |
| ---- | ---------------------- | -- | -- | -- | -- | -- | -- | ----- | ----- | ----- | ----- |
| 1.   | CSM București          | 76 | 28 | 25 | 3  | 81 | 20 | 4.050 | 2 422 | 1 849 | 1.309 |
| 2.   | CSM Volei Alba Blaj    | 70 | 28 | 24 | 4  | 74 | 22 | 3.363 | 2 293 | 1 840 | 1.246 |
| 3.   | CS Știința Bacău       | 54 | 28 | 17 | 11 | 62 | 39 | 1.589 | 2 282 | 2 085 | 1.094 |
| 4.   | CSM Târgoviște         | 52 | 28 | 19 | 9  | 64 | 44 | 1.454 | 2 439 | 2 272 | 1.073 |
| 5.   | Timișoaras universitet | 45 | 28 | 15 | 13 | 53 | 47 | 1.127 | 2 183 | 2 180 | 1.001 |
| 6.   | CSM Lugoj              | 20 | 28 | 6  | 22 | 30 | 69 | 0.434 | 1 970 | 2 293 | 0.859 |

| Rumänska mästare |

## Slutplaceringar
| Pos | Lag                    | Turnering                      |
| --- | ---------------------- | ------------------------------ |
|     | CSM București          | CEV Champions League 2018–2019 |
| 2   | CSM Volei Alba Blaj    | CEV Cup 2018–2019              |
| 3   | CS Știința Bacău       | CEV Challenge Cup 2018–2019    |
| 4   | CSM Târgoviște         | CEV Challenge Cup 2018–2019    |
| 5   | Timișoaras universitet |                                |
| 6   | CSM Lugoj              |                                |
| 7   | CS Dinamo București    |                                |
| 8   | CS Universitatea Cluj  |                                |
| 9   | ACS Penicilina Iași    |                                |
| 10  | CSU Târgu Mureș        |                                |

## Statistik
| Vunna poäng | Vunna poäng           | Vunna poäng | Vunna poäng            |
| Pos.        | Namn                  | Poäng       | Lag                    |
| ----------- | --------------------- | ----------- | ---------------------- |
| 1           | Roxana Bacșiș         | 426         | Timișoaras universitet |
| 2           | Milagros Collar       | 425         | CSM Târgoviște         |
| 3           | Ioana Baciu           | 401         | CSM București          |
| 4           | Ana Cleger            | 392         | CSM Volei Alba Blaj    |
| 5           | Gabriela Bălae        | 338         | CSM Lugoj              |
| 6           | Erin Fairs            | 329         | CSM Târgoviște         |
| 7           | Aleksandra Cvetićanin | 321         | CSM Lugoj              |
| 8           | Nina Jakić            | 300         | CSM Lugoj              |
| 9           | Denisa Rogojinaru     | 298         | CS Știința Bacău       |
| 10          | Andrea Laković        | 290         | Timișoaras universitet |

| Vunna attacker | Vunna attacker        | Vunna attacker | Vunna attacker         |
| Pos.           | Namn                  | Poäng          | Lag                    |
| -------------- | --------------------- | -------------- | ---------------------- |
| 1              | Milagros Collar       | 359            | CSM Târgoviște         |
| 2              | Ioana Baciu           | 354            | CSM București          |
| 3              | Roxana Bacșiș         | 331            | Timișoaras universitet |
| 3              | Ana Cleger            | 331            | CSM Volei Alba Blaj    |
| 5              | Gabriela Bălae        | 271            | CSM Lugoj              |
| 6              | Aleksandra Cvetićanin | 264            | CSM Lugoj              |
| 7              | Erin Fairs            | 261            | CSM Târgoviște         |
| 8              | Jovana Brakočević     | 242            | CSM București          |
| 9              | Lousiane de Souza     | 235            | CSM Târgoviște         |
| 10             | Andrea Laković        | 228            | Timișoaras universitet |

| Vunna block | Vunna block       | Vunna block | Vunna block            |
| Pos.        | Namn              | Poäng       | Lag                    |
| ----------- | ----------------- | ----------- | ---------------------- |
| 1           | Nina Jakić        | 68          | CSM Lugoj              |
| 2           | Georgiana Faleş   | 66          | CS Știința Bacău       |
| 3           | Roxana Bacșiș     | 62          | Timișoaras universitet |
| 3           | Nneka Onyejekwe   | 62          | CSM Volei Alba Blaj    |
| 5           | Ana Otašević      | 59          | CSM Târgoviște         |
| 6           | Nicole Koolhaas   | 58          | CSM București          |
| 7           | Andreea Petra     | 57          | Timișoaras universitet |
| 8           | Denisa Rogojinaru | 50          | CS Știința Bacău       |
| 9           | Sofija Medić      | 47          | CSM București          |
| 10          | Mariana de Aquino | 45          | CSM Volei Alba Blaj    |
| 10          | Andrea Laković    | 45          | Timișoaras universitet |

| Serveess | Serveess       | Serveess | Serveess               |
| Pos.     | Namn           | Poäng    | Lag                    |
| -------- | -------------- | -------- | ---------------------- |
| 1        | Andreea Petra  | 50       | Timișoaras universitet |
| 2        | Gabriela Bălae | 42       | CSM Lugoj              |
| 3        | Nina Jakić     | 41       | CSM Lugoj              |
| 4        | Erin Fairs     | 37       | CSM Târgoviște         |
| 5        | Roxana Bacșiș  | 33       | Timișoaras universitet |
| 5        | Ariana Pîrv    | 33       | Timișoaras universitet |
| 7        | Diana Tătaru   | 32       | Timișoaras universitet |
| 7        | Ana Cazacu     | 32       | CS Știința Bacău       |
| 9        | Lorena Ciocian | 31       | CS Știința Bacău       |
| 9        | Andrea Laković | 31       | CSM Lugoj              |